# Daniel Mowry
Daniel Mowry Jr. (* 27. August 1729 in Smithfield, Colony of Rhode Island and Providence Plantations; † 6. Juli 1806 ebenda) war ein US-amerikanischer Politiker. Zwischen 1780 und 1782 war er Delegierter für Rhode Island im Kontinentalkongress.

## Werdegang
Daniel Mowry erhielt nur eine eingeschränkte Schulausbildung und arbeitete danach als Fassmacher. Ab 1760 war er auch im öffentlichen Dienst tätig. Zwischen 1760 und 1780 war er bei der Stadt Smithfield als Town Clerk angestellt. Von 1766 bis 1776 saß er im kolonialen Abgeordnetenhaus von Rhode Island. Danach war er zwischen 1776 und 1781 Berufungsrichter in seiner Heimat. Sein bekanntestes politisches Amt war das des Delegierten beim Kontinentalkongress. Dort vertrat er zwischen 1780 und 1782 die Interessen des Staates Rhode Island. Im Jahr 1782 lehnte er eine Wiederwahl in dieses Gremium ab. Stattdessen arbeitete er bis zu seinem Tod in der Landwirtschaft. Daniel Mowry starb am 6. Juli 1806 in seiner Heimatstadt Smithfield.